# EOS.IO
EOS.IO es una plataforma blockchain diseñada para permitir la creación de aplicaciones descentralizadas (dApps) a gran escala.
Fundada en 2017 por la empresa Block.one, EOS.IO utiliza un sistema operativo basado en blockchain. La plataforma está diseñada para escalar horizontalmente agregando más nodos a la red, lo que permite un mayor número de transacciones por segundo.
El token nativo de la plataforma EOS.IO se denomina EOS.
En septiembre de 2019, Block.one, llegó a un acuerdo con la Comisión de Bolsa y Valores de los Estados Unidos (SEC) para resolver los cargos relacionados con la oferta inicial de monedas (ICO).